# Subphauloppia glabra
Subphauloppia glabra är en kvalsterart som beskrevs av Hammer 1973. Subphauloppia glabra ingår i släktet Subphauloppia och familjen Oribatulidae. Inga underarter finns listade i Catalogue of Life.